# Stade Bauer
Stade Bauer (ook wel Stade de Paris genoemd) is een stadion in de Franse stad Saint-Ouen-sur-Seine, een voorstad van Parijs. Het stadion wordt het meest gebruikt voor voetbalwedstrijden en is het thuisstadion van Red Star Paris. Het stadion biedt plaats aan 10.000 toeschouwers.

## Interlands
| 1  | 23 maart 1911    | Frankrijk – Engeland    | 0 – 3 | Vriendschappelijk |
| 2  | 9 april 1911     | Frankrijk – Italië      | 2 – 2 | Vriendschappelijk |
| 3  | 28 januari 1912  | Frankrijk – België      | 1 – 1 | Vriendschappelijk |
| 4  | 18 februari 1912 | Frankrijk – Zwitserland | 4 – 1 | Vriendschappelijk |
| 5  | 12 januari 1913  | Frankrijk – Italië      | 1 – 0 | Vriendschappelijk |
| 6  | 20 april 1913    | Frankrijk – Luxemburg   | 8 – 0 | Vriendschappelijk |
| 7  | 8 maart 1914     | Frankrijk – Zwitserland | 2 – 2 | Vriendschappelijk |
| 8  | 27 mei 1924      | Frankrijk – Letland     | 7 – 0 | OS 1924           |
| 9  | 29 mei 1924      | Hongarije – Egypte      | 0 – 3 | OS 1924           |
| 10 | 2 juni 1924      | Nederland – Ierland     | 2 – 1 | OS 1924           |
| 11 | 21 januari 1939  | Frankrijk – Luxemburg   | 4 – 2 | Vriendschappelijk |
| 12 | 11 november 1992 | Portugal – Bulgarije    | 2 – 1 | Vriendschappelijk |
| 13 | 3 juni 1998      | Andorra – Brazilië      | 0 – 3 | Vriendschappelijk |